# Vz. 58
Il vz. 58 è un fucile d'assalto calibro 7,62 mm progettato e prodotto in Cecoslovacchia e entrato in servizio negli anni '60 con la denominazione 7,62 mm Samopal vzor 58 (fucile automatico 7,62mm modello 1958) come sostituto dei fucili vz. 52, vz. 24 e vz. 26. Esternamente il fucile ricorda il fucile d'assalto AK-47, ma internamente il progetto sfrutta una meccanica che non ha nessun punto in comune con il meccanismo impiegato dall'arma sovietica.

## Storia
Lo sviluppo dell'arma cominciò nel 1956. Capo del progetto era l'ingegnere Jiří Čermák, assegnato alla fabbrica Konstrukta di Brno. L'Unione Sovietica impose ai paesi aderenti al Patto di Varsavia di standardizzare il munizionamento militare con una sola cartuccia per tipo di arma, così il primo prototipo dell'arma, conosciuto come Koště, fu progettato appositamente per utilizzare la cartuccia sovietica intermedia 7,62 × 39 mm M43 e non la cartuccia standard della Cecoslovacchia (il 7,62 × 45 mm) utilizzato nel precedente vz.52.
In quel periodo, l'URSS aveva appena adottato il celebre fucile AK-47 e i Paesi del Patto di Varsavia per ragioni sia politiche che di uniformità militare dovettero adeguarsi a tale scelta, producendolo su licenza. Tuttavia, le autorità militari cecoslovacche decisero che la loro nuova arma dovesse assomigliare solo esteticamente all'AK-47, di cui avrebbe adottato solamente il calibro, mentre l'organizzazione meccanica doveva essere ben differente e infatti ne risultò un'arma esteticamente simile ma meccanicamente molto diversa. Le ragioni di tale scelta non sono mai state acclarate: produrre un vz.58 non era nè più economico né più facile di un AK-47. Secondo alcune interpretazioni, si trattò probabilmente di una scelta dettata da orgoglio nazionale e volontà di mantenere alta l'eccellente reputazione dell'industria armiera cecoslovacca.
Il fucile entrò in servizio nel 1958 e in un periodo di circa 25 anni ne sono stati prodotti oltre 920.000 esemplari, utilizzati dalle forze armate cecoslovacche, cubane e dalle forze armate di moltissimi paesi africani, arabi e asiatici. L'arma era ancora in produzione nel 2000, sebbene non più su larga scala.
Il vz. 58 venne prodotto in tre varianti principali:
- vz. 58 P (Pěchotní – Fanteria): variante standard con calcio fisso in polimero (le versioni più vecchia presentano calci in legno).
- vz. 58 V (Výsadkový – Paracadutisti): variante con calcio metallico ripiegabile sul lato destro dell'arma.
- vz. 58 Pi (Pěchotní s infračerveným zaměřovačem – Fanteria con puntatori infrarossi): modello standard con castello superiore dotato di slitta fissa per il montaggio del visore notturno NSP-2, bipiede anteriore ripiegabile e soppressore di fiamma conico.

### Impiego operativo
Nel 1968 il vz.58 vide un impiego, seppur limitato, nei moti della cosiddetta Primavera di Praga, poiché alcuni esemplari erano stati sequestrati dai rivoltosi ad alcune guarnigioni militari. Negli anni '70 la Cecoslovacchia vendette l'arma a un gran numero di Stati sotto l'influenza sovietica, soprattutto in Africa e Medio Oriente, e l'arma fu impiegata pressoché in ogni conflitto. Prodotto in gran numero e reperibile facilmente e a basso costo, il vz.58 è apparso (e tuttora appare) in mano anche a quasi tutte le organizzazioni clandestine, come l'OLP, l'IRA, il PKK curdo, l'ETA e moltissime altre. Nel corso delle guerre nella ex-Jugoslavia il Vz.58 è stato impiegato in buon numero dall'esercito croato, nel quale ha avuto un ottimo successo per la sua leggerezza e compattezza. 
Tra i suoi utilizzatori il Vz.58 è generalmente molto apprezzato per il peso contenuto, la compattezza (nelle versioni con calcio ripiegabile, di gran lunga le più diffuse) e le ottime prestazioni generali, anche se a quanto risulta non può vantare la leggendaria reputazione dell'AK-47 né la sua disponibilità. Anche il fatto che il Vz.58 non può impiegare la serie di accessori prodotti per l'AK e suoi derivati ne limita la diffusione; per contro, il costo generalmente basso e la facile reperibilità dell'arma la rendono tuttora molto apprezzata fra i movimenti di guerriglia e i corpi militari di Paesi che non possono permettersi armi più moderne. Recentemente infatti l'arma è apparsa nelle guerre civili di Libia, Siria, Somalia, Libano, e nei conflitti interni in Centrafrica e Nigeria.
Il successore del vz. 58 fu proposto solo negli anni '90: il fucile d'assalto ČZ 2000, calibro 5,56 × 45 mm NATO, fu proposto come sostituto accettabile ma la mancanza di fondi impedì l'adozione dell'arma. Recentemente altri due fucili sono stati suggeriti come possibili sostituti: il fucile d'assalto ČZW-556 e la mitragliatrice leggera ČZW-762 che utilizzano sistemi di funzionamento più affidabili del ČZ 2000.

## Dettagli tecnici

### Funzionamento

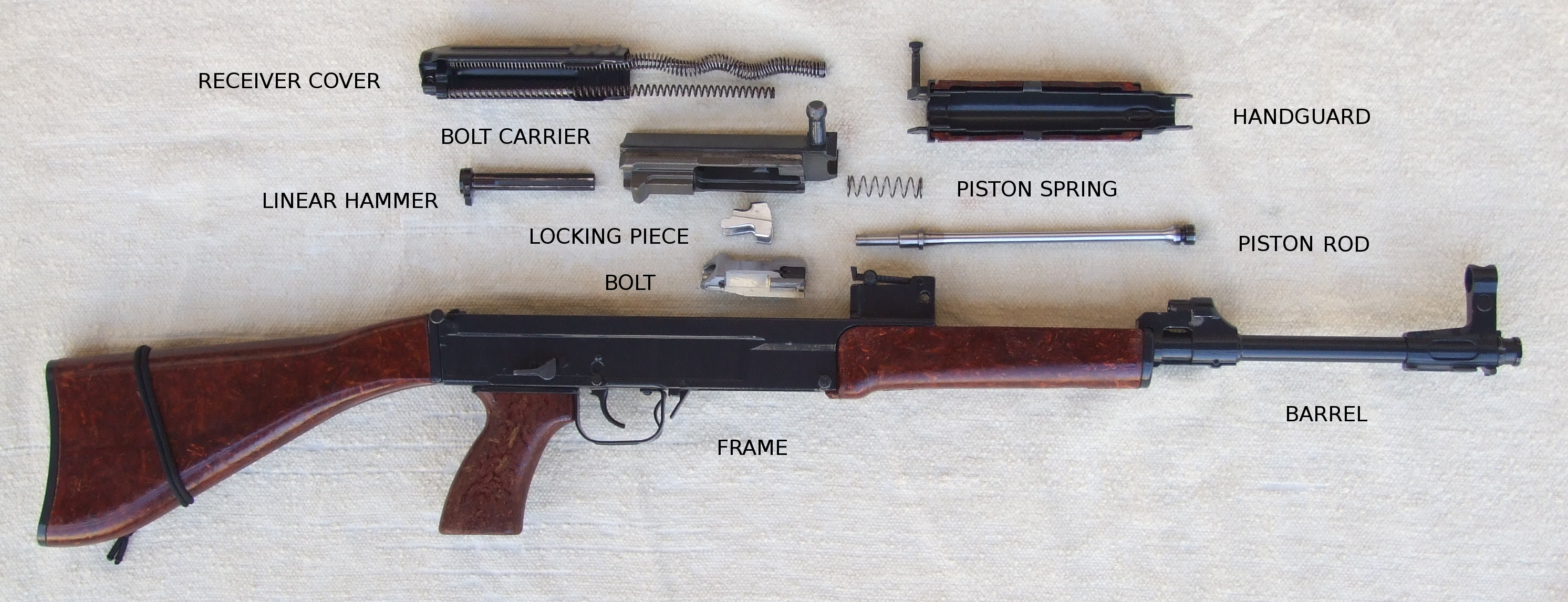
Il vz.58 in smontaggio da campagna: si nota la meccanica molto diversa da quella del AK-47.

La meccanica del vz.58 è piuttosto raffinata per un'arma militare e presenta soluzioni interessanti e avanzate.
Il vz. 58 è un fucile operato a gas che impiega i gas generati dalla combustione della polvere da sparo per il funzionamento. I gas sviluppati allo sparo che procedono lungo la canna vengono incanalati in un apposito condotto, posto sopra la canna, che termina in uno spazio cilindrico che contiene il pistone a corsa corta, separato dal portaotturatore (e non solidale ad esso come nell'AK-47). Il vz. 58 non ha un regolatore di gas, per cui tutto il gas prodotto viene spinto contro la testa del pistone, spingendolo indietro con un'unica violenta spinta. Il pistone viene spinto all'indietro per soli 19 mm, dopodiché il blocco fissato al fondo del pistone impatta contro un fermo, il che impedisce qualunque ulteriore arretramento.

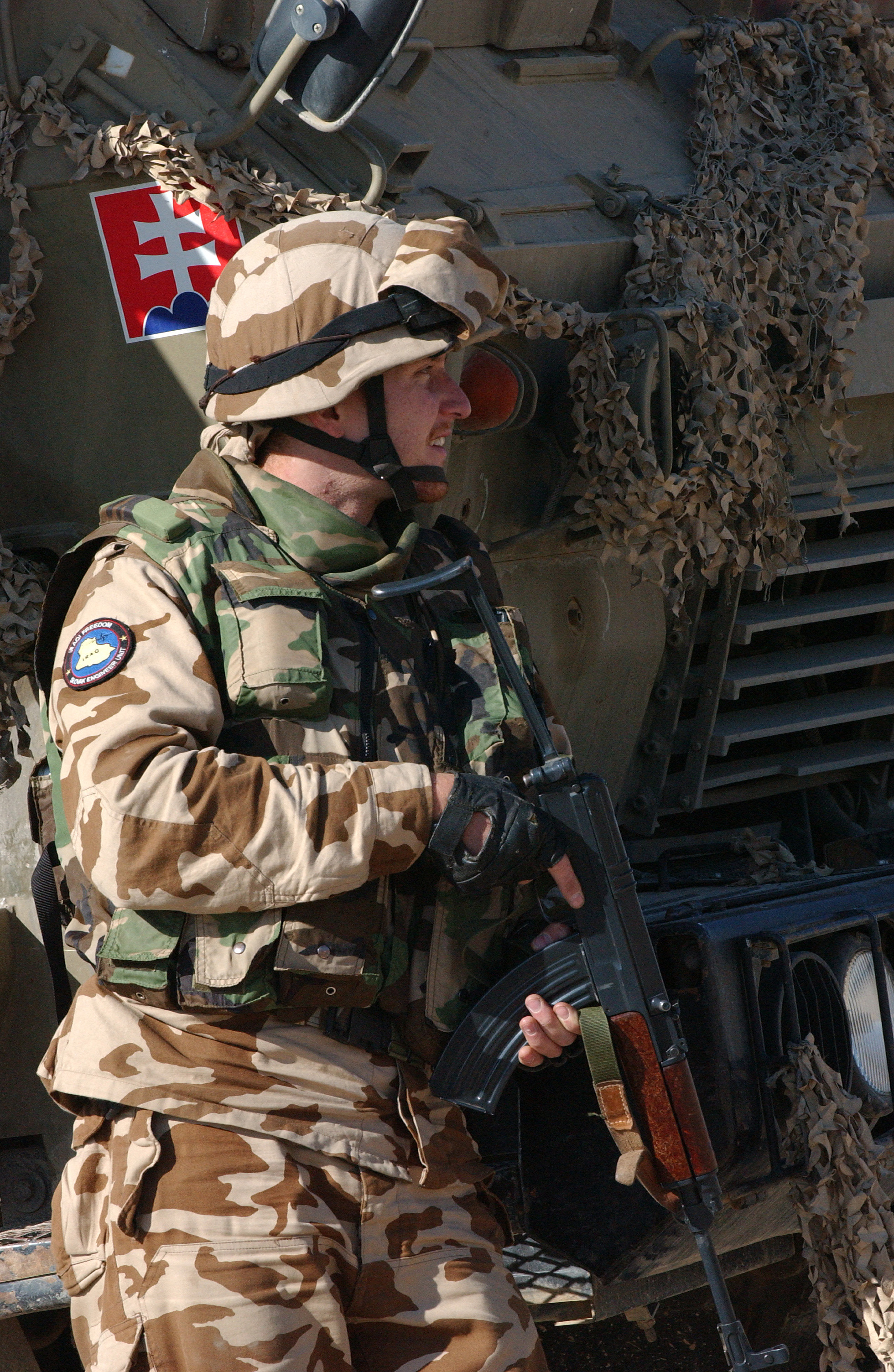
Militare dell'esercito della Repubblica Slovacca armato di vz.58

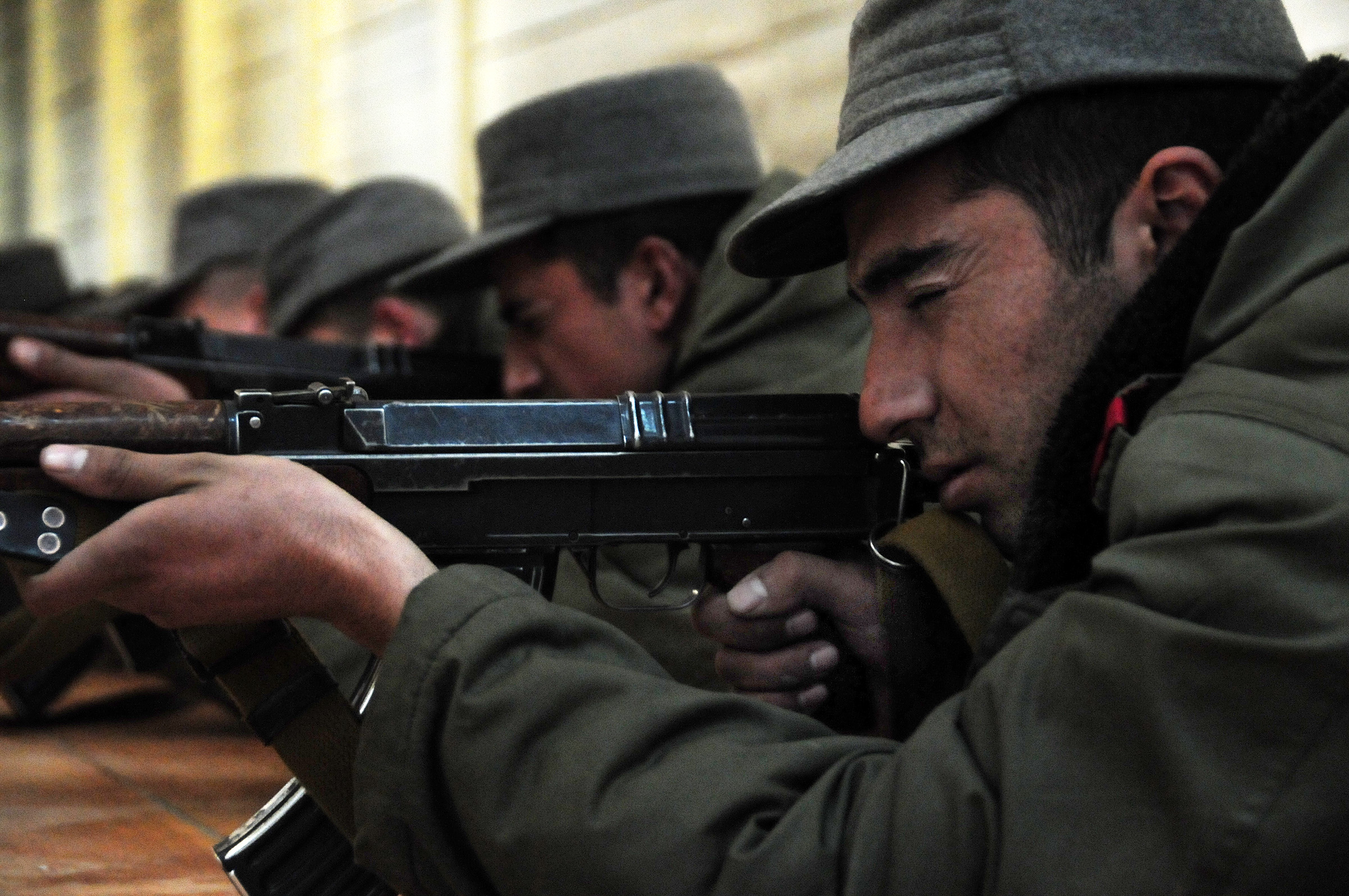
Allievi dell'Accademia di Polizia dell'Afghanistan ritratti nel 2013 in addestramento al tiro con fucili vz.58.

A differenza dell'AK-47 che impiega un otturatore rotante con alette di bloccaggio in culatta, il vz.58 ha uno schema molto diverso: la chiusura della culatta è operata da un otturatore oscillante, a parallelepipedo, che si disimpegna dal portaotturatore mediante un blocchetto oscillante: allo sparo, il massiccio portaotturatore rincula sotto la spinta del pistone come sopra descritto; poi il blocchetto oscillante si abbassa, arretra, "afferra" l'otturatore e lo svincola dalla culatta, che fino a quel momento è rimasta quindi saldamente chiusa. A questo punto le pressioni in camera di culatta sono scese a livelli di sicurezza e l'otturatore può arretrare assieme al portaotturatore, comprimendo la molla di recupero che poi risospinge in avanti tutto il complesso ripetendo il ciclo.
Altra differenza è la catena di scatto: il vz.58 non ha un cane che si sgancia colpendo il percussore, come avviene nell'AK-47. L'arma cecoslovacca invece ha un percussore lanciato, comandato dalla leva di scatto, che attraversa l'otturatore, e che ha una sua molla contenuta nel coperchio posteriore posta sotto a quella di recupero.
Quanto ai materiali, il vz.58 segue la tradizionale qualità costruttiva cecoslovacca, con lavorazioni accurate e materiali di alta qualità. Degno di nota è il fatto che il fusto dell'arma non è una lamiera stampata e piegata come nell'AK-47, ma è addirittura macchinato e fresato direttamente da un massello di acciaio. Non è chiaro perché i progettisti cecoslovacchi abbiano scelto un procedimento più costoso, che non offre veri vantaggi rispetto alla piegatura e stampo; anche qui, la spiegazione potrebbe risiedere della volontà di distinguersi rispetto all'arma sovietica.
Inizialmente il vz.58 aveva calcio, impugnatura a pistola, astina e copricanna in legno, ben presto sostituito da un più economico e resistente truciolato sintetico che gli conferisce un aspetto caratteristico. Recentemente sono apparse sul mercato le stesse parti prodotte in polimeri. Nelle versioni con calcio ripiegabile, questo è ripiegato sul lato destro.

### Caratteristiche
La sicura/selettore di tiro si trova sul lato destro del fusto ma è anch'essa del tutto diversa da quella del AK-47, poiché consiste in una levetta di piccole dimensioni che non ruota verso l'alto bensì in senso orario. Ha tre posizioni:
- 1: fuoco semiautomatico, posto verso il calcio dell'arma.
- S: sicura, posta nella posizione centrale del selettore.
- 30: fuoco automatico, posto verso la canna dell'arma.

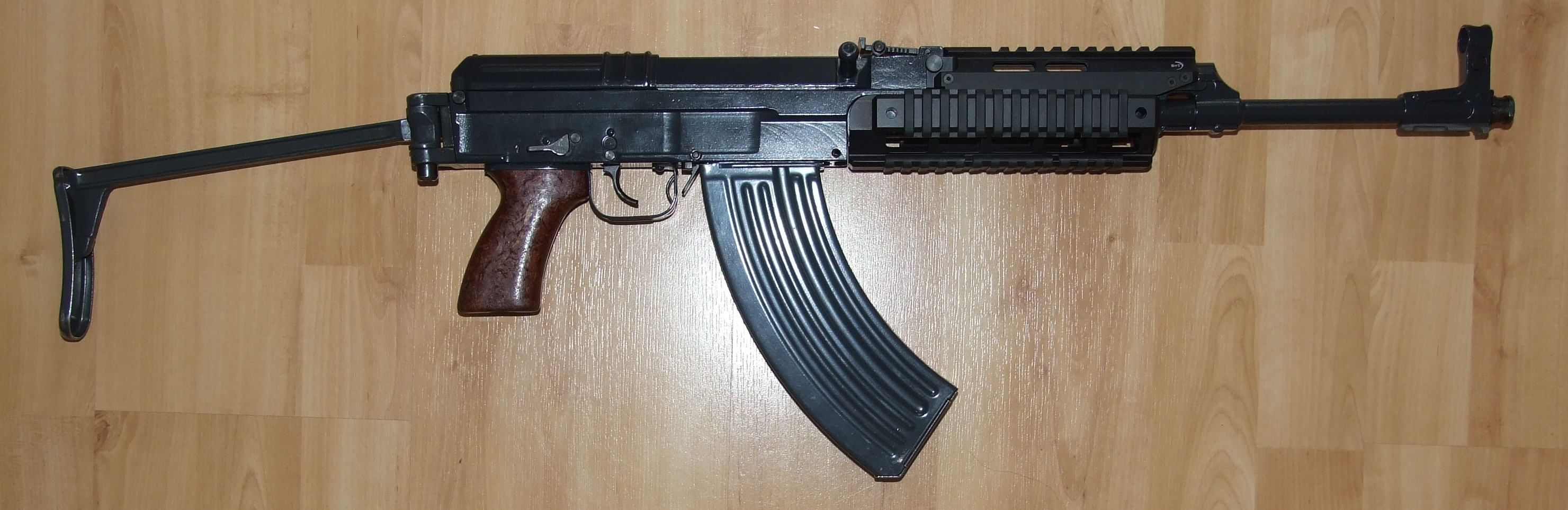
Un fucile vz.58 V, con calcio metallico a stampella, in cui astina e copricanna di serie in truciolato sono stati sostituiti con elementi commerciali muniti di attacchi Picatinny per ottiche e accessori.

 L'arma è alimentata con caricatori in alluminio (nei primi anni di produzione, in lamiera) da 30 colpi. Quando l'ultimo colpo viene esploso l'otturatore si blocca in apertura, segnalando che l'arma è scarica; il tiratore, una volta ricaricata l'arma, può rimandare in chiusura l'otturatore tramite la pressione di un pulsante sul lato sinistro del castello, appena dietro l'alloggiamento del caricatore. Il portaotturatore presenta una guida che permette di ricaricare il caricatore dell'arma utilizzando le strip da 10 colpi della carabina SKS. Nonostante l'evidente somiglianza, i caricatori dell'AK-47 (e dei suoi derivati) non sono compatibili con quest'arma, avendo un sistema di aggancio diverso. L'esercito cecoslovacco sviluppò per il vz.58 una serie di caricatori ad astuccio da 20, 30 e 40 e a tamburo da 50 e 75 colpi, come è avvenuto per l'AK/AKM. La leva di sgancio è anch'essa peculiare: sul lato sinistro del ponticello del grilletto (che è sagomato appositamente) in modo da essere azionata col pollice della mano sinistra mentre la destra mentiene la presa sull'arma.
Il comportamento allo sparo è giudicato ottimo dagli esperti: nonostante il peso inferiore, nel fuoco automatico l'arma cecoslovacca risulta più facile da controllare dell'AK-47, grazie alla sua meccanica più raffinata e alle masse in movimento decisamente minori. Quanto alle prestazioni balistiche sono del tutto paragonabili all'AK/AKM, poiché impiega la stessa cartuccia.

### Organi di mira
Il sistema di mira del fucile è costituito da un mirino anteriore a palo, regolabile, e un alzo posteriore a tangente graduato da 100 a 800 mm.

### Accessori
Dal 2009 molte compagnie (come Neit Arms Inc.  e North Eastern Arms) hanno cominciato a produrre diversi accessori per modernizzare l'arma. Gli accessori comprendono la leva di sgancio per il caricatore ambidestra, selettore di fuoco ambidestro, baionetta, cinghia per il trasporto, accessori per la regolazione del mirino anteriore dell'arma e diversi tipi di slitte per il montaggio di ottiche o altri accessori.

## Varianti
- vz. 58 P: variante standard con calcio fisso in polimero.
- vz. 58 V: variante con calcio metallico ripiegabile sul lato destro dell'arma sviluppata per l'equipaggio di carri e paracadutisti.
- vz. 58 Pi: variante con slitta integrata nel castello per il montaggio di visori notturno NSP-2, bipiede pieghevole e spegnifiamma conico.
- Automatická puška (fucile automatico) AP-Z 67: versione sperimentale per il munizionamento 7,62 × 51 mm NATO sviluppata nel 1966.
- Útočná puška (fucile d'assalto) ÚP-Z 70: versione sperimentale per il munizionamento 5,56 × 45 mm NATO sviluppato nel 1970.
- Experimentální zbraň (arma sperimentale) EZ-B: versione sperimentale bullpup sviluppata nel 1976.
- Ruční kulomet (mitragliatrice leggera) KLEČ: versione sperimentale con canna da 590 mm (simile a quella dell'RPK sovietico) sviluppata nel 1976.
- Lehká odstřelovačská puška (fucile di precisione leggero) vz. 58/97: fucile di precisione sperimentale sviluppato dalla VTÚVM Slavičín.
- Samopal (mitraglietta) vz. 58/98 Bulldog: variante per il munizionamento 9 × 19 mm Parabellum sviluppata dalla VTÚVM Slavičín.
- CZH 2003 Sport: variante a solo colpo singolo per il mercato civile. Disponibile sia con canna standard (390 mm) che canna accorciata (295 mm). In Canada venne prodotta una versione in tiratura limitata per il mercato civile con canna lunga (490 mm).
- CZ 858 Tactical: variante semiautomatica prodotta per il mercato civile canadese. Disponibile con canna standard (390 mm), accorciata (279 mm) o allungata (482 mm).
- FSN Series: variante civile dell'arma. Disponibile con canna standard (FSN-01 da 390 mm) o accorciata (279 mm), calcio fisso o pieghevole a scelta dell'acquirente.
- vz. 58 Sporter Series: carabine prodotte dalla Czech Small Arms, disponibili per i munizionamenti 5,56 × 45 mm e 7,62 × 39 mm.

## Utilizzatori
- Afghanistan
- Angola
- Cuba
- Cipro
- Rep. Ceca
- Eritrea
- Etiopia
- Guatemala
- Guinea
- India
- Iraq
- Libia
- Mozambico
- Slovacchia
- Somalia
- Tanzania
- Uganda
- Vietnam

## Il Vz. 58 nella cultura di massa
- In ambito cinematografico, il Vz. 58 compare nei film The Peacemaker, Lord of war e Full Metal Jacket.